# Fularji
Fularji (en chino, 富拉尔基; pinyin, Fùlā'rjī) es un distrito urbano bajo la administración directa de la Prefectura Qiqihar en la Provincia de Heilongjiang, República Popular China.  Su área es de 375 km² y su población total para 2010 superó los 250 mil habitantes. 

## Administración
Desde julio de 2023, el  Distrito Fularji  se divide en 10 pueblos que se administran en 8 subdistritos,   1 villa y 1 villa étnica.